# Joseph Aidoo
Joseph Aidoo, né le 29 septembre 1995, est un footballeur international ghanéen qui évolue au poste de défenseur central au RC Celta.

## Biographie

### En équipe nationale
Avec les moins de 20 ans, il participe à la Coupe d'Afrique des nations des moins de 20 ans en 2015. Lors de cette compétition, il joue cinq matchs. Le Ghana se classe troisième de la compétition.
Cette performance lui permet de disputer quelques mois plus tard la Coupe du monde des moins de 20 ans organisée en Nouvelle-Zélande. Lors du mondial junior, il joue quatre matchs. Le Ghana s'incline en huitièmes de finale contre le Mali.
Le 14 novembre 2022, il est sélectionné par Otto Addo pour participer à la Coupe du monde 2022.

## Palmarès

### En club
KRC Genk
- Championnat de Belgique (1) :
  - Champion en 2019